# Pavetta indica
Pavetta indica är en måreväxtart som beskrevs av Carl von Linné. Pavetta indica ingår i släktet Pavetta och familjen måreväxter.

## Underarter
Arten delas in i följande underarter:
- P. i. glabrescens
- P. i. indica
- P. i. tomentosa